# (149244) Kriegh
(149244) Kriegh est un astéroïde de la ceinture principale.

## Description
(149244) Kriegh est un astéroïde de la ceinture principale. Il fut découvert le 14 septembre 2002 à l'observatoire Palomar par Robert D. Matson. Il présente une orbite caractérisée par un demi-grand axe de 2,17 UA, une excentricité de 0,11 et une inclinaison de 3,7° par rapport à l'écliptique.

## Compléments